# 교차타당도

k-폴드 교차타당도

교차 타당도(Cross-validation , 交叉妥當度)는 수학,통계학,과학분야에서 '동일한 모집단에서 추출한 독립적인 두 표본 집단의 예언 변인과 기준 변인의 관계가 일관성을 유지하는 정도'이다.

## 문항반응이론
교차타당도는 문항반응이론에서 일반화를 달성하는데 유용한 것으로 알려져있다.

## 심리학
하나 이상의 아직 확인되지 않은 매개 변수가 있는 특정 모델과 그 모델이 어떤 적합할 수 있는 데이터 세트(예,훈련 데이터 세트)를 가지고 있다고 가정해본다면 적합화 과정을 통해서 모델 매개 변수를 최적화하여 모델이 훈련 데이터로서 가능하도록 적합하게 유도한다. 그런 다음 동일한 모집단에서 학습 데이터의 독립적인 유효성 검사 데이터 샘플을 가져 오면 일반적으로 그 특정 모델은 학습 데이터의 유효성 검사 데이터에 적합하지 않고 훈련 데이터에 적합하다는 것이 밝혀지게된다. 이러한 과정이 교차 검증 효과의 교차타당도 크기를 추정하는 방법으로 가능하다. 한편 이 차이의 크기는 특히 학습 데이터 세트의 크기가 작거나 특정 모델의 매개 변수 수가 많은 경우에도 클 수 있다는 면이 있다.

## 같이 보기
- 신뢰도